# Jabulile Mashwama
Jabulile Mashwama (28 agosto 1971) è una politica swazilandese.

## Biografia

### Istruzione
Jubilele Mashwama è nata nel 1971. Ha conseguito un BSc in matematica e chimica all'Università dello Swaziland e ha ottenuto nel 2014 un MBA al Gordon Insitute of Business Science presso l'Università di Pretoria, con il lavoro di ricerca "The competitive advantages of and critical success factors for financial cooperatives in Swaziland".
Ha anche frequentato corsi di leadership e di gestione delle risorse umane.

### Carriera e attività politica
Ha lavorato dal 1994 come chimica di laboratorio presso la sede di Coca-Cola Swaziland (CONCO) e nel 1995 divenne il capogruppo dell'impianto di trattamento delle acque, nonché responsabile delle risorse umane. Nel 1998 fu promossa al ruolo di responsabile dell'ambiente, della sicurezza e della prevenzione delle perdite, nel 1999 di manager e nel 2005 fu nominata manager delle risorse umane.
La sua carriera politica è iniziata il 24 ottobre 2008, quando Mswati III la nominò ministra del Commercio nel secondo governo di Barnabas Dlamini. Nello stesso periodo ha servito nei consigli dell'Autorità delle entrate, l'Autorità per l'ambiente, la Federazione dei datori di lavoro e la Camera di commercio. Ha fatto parte di World at Work, un gruppo professionale sulle risorse umane.
Quando Dlamini è stato riconfermato primo ministro nel 2013, è diventata ministra delle Risorse naturali e dell'Energia. Obiettivo del suo ministero è stato il raggiungimento di moderne soluzioni d'accesso energetico per l'eSwatini entro il 2022. A tal proposito ha inaugurato l'Associazione per la sicurezza del gas di petrolio liquefatto dello Swaziland (LPGSASWA).
Fece parte della delegazione di Mswati III nel suo quindicesimo viaggio a Taiwan, dal 17 al 21 maggio 2015. Nel 2019 il re l'ha nominata amministratrice delegata dell'eSwatini Water Services Corporation (ESWC), un'impresa di servizi idrici di proprietà del governo, entrando così nel Consiglio dei servizi parlamentari (PSB).

## Vita privata
Sposata col docente universitario Petros Mahswama, è madre di due figli, tra cui Siphelele.